# Tony F. Heinz
Pour les articles homonymes, voir Heinz.
Tony F. Heinz (né le 30 avril 1956 à Palo Alto) est un physicien américain. Il est actuellement professeur de physique appliquée et de photonique à Stanford University et directeur de la division de chimie de l'accelerateur linéaire de Stanford (SLAC). Il est principalement connu pour avoir développé des méthodes optiques de caractérisation de surfaces et la spectroscopie térahertz dans le domaine temporel.

## Formation
Tony Frederick Heinz est né le 30 avril 1956 à Palo Alto en Californie. Heinz a obtenu une licence (BA) de physiques en 1978 de l'Université de Stanford. Il a ensuite complété un Ph.D. ès physique en 1982 à l'Université de Californie, Berkeley. Sa dissertation intitulée Nonlinear Optics of Surfaces and Adsorbates a été supervisée par Yuen-Ron Shen.

## Carrière
De 1983 à 1995, Heinz a travaillé au Thomas J. Watson Research Center d'IBM. Il a ensuite été professeur à l'Université Columbia et est, depuis 2015, professeur à l'Université Stanford.
Ses recherches portent actuellement sur la spectroscopie laser ultrarapide (impulsions femtosecondes) pour ainsi la dynamique des surfaces. Son groupe étudie en particulier les propriétés électroniques et optiques de systèmes bidimensionnels (tels que le graphène ou les cristaux ultra-minces de di-chalcogènes de métaux de transition). Il a en particulier étudié les propriétés optiques de couches uniques de MoS2.
Il est un membre de l'American Physical Society. Heinz est l'un des scientifiques les plus cités ce qui a amené, en 2019, le groupe de médias Clarivate à le compter parmi les favoris pour un prix Nobel.

## Prix
- 2020 Prix William F. Meggers[7].
- 2014 Frank Isakson Prize for Optical Effects in Solids Recipient[8].
- 1995 Médaille Ernst Abbe de la Commission internationale d'optique[9].
- 2008 Julius Springer Prize for Applied Physics[10].
- 1996 Senior Scientist Research Award de la Fondation Alexander von Humboldt

## Publications principales
- (en) Wang, Dukovic, Brus et Heinz, « The Optical Resonances in Carbon Nanotubes Arise from Excitons », Science, vol. 308, no 5723,‎ 2005, p. 838–841 (ISSN 0036-8075, PMID 15879212, DOI 10.1126/science.1110265, Bibcode 2005Sci...308..838W)
- Mak, Sfeir, Wu, Lui et al., « Measurement of the Optical Conductivity of Graphene », Physical Review Letters, vol. 101, no 19,‎ 2008, p. 196405 (PMID 19113291, DOI 10.1103/PhysRevLett.101.196405, Bibcode 2008PhRvL.101s6405M, arXiv 0810.1269)
- Mak, Lee, Hone, Shan et al., « Atomically Thin MoS2 A New Direct-Gap Semiconductor », Physical Review Letters, vol. 105, no 13,‎ 2010, p. 136805 (PMID 21230799, DOI 10.1103/PhysRevLett.105.136805, Bibcode 2010PhRvL.105m6805M, arXiv 1004.0546)
- (en) Mak, He, Shan et Heinz, « Control of valley polarization in monolayer MoS2 by optical helicity », Nature Nanotechnology, vol. 7, no 8,‎ 2012, p. 494–498 (ISSN 1748-3395, PMID 22706698, DOI 10.1038/nnano.2012.96, Bibcode 2012NatNa...7..494M, arXiv 1205.1822)
- (en) Mak, He, Lee, Lee et al., « Tightly bound trions in monolayer MoS2 », Nature Materials, vol. 12, no 3,‎ 2013, p. 207–211 (ISSN 1476-4660, PMID 23202371, DOI 10.1038/nmat3505, Bibcode 2013NatMa..12..207M, arXiv 1210.8226)
- (en) Xu, Yao, Xiao et Heinz, « Spin and pseudospins in layered transition metal dichalcogenides », Nature Physics, vol. 10, no 5,‎ 2014, p. 343–350 (ISSN 1745-2481, DOI 10.1038/nphys2942, Bibcode 2014NatPh..10..343X)